# Simun
Il Simun o Simùn è un vento forte, secco e polveroso che soffia nel Sahara, in Algeria, in Israele, in Giordania, in Siria e nel deserto arabo. È anche conosciuto come Samiel, Simoun, Simoon o Simum (più raramente come 'Samun, dall'arcaico Samün, passando per il termine francese Simoun).
La sua temperatura è molto elevata (generalmente al di sopra di 40 °C, ma può superare anche i 54 °C) e la sua umidità può scendere sotto il 10%. Il vento si muove in cicloni in forma circolare sollevando nuvole di polvere e sabbia e modificando la forma delle dune; per questo motivo il Simun produce su uomini e animali un senso di soffocamento. Questa particolarità gli ha valso l'appellativo di "vento velenoso", che è appunto il significato della parola Simun. 
L'elevata temperatura di questo vento lo rende estremamente pericoloso, in quanto può facilmente provocare colpi di calore. 
Generalmente il Simun soffia da metà giugno a metà agosto, anche se il mese di picco è solitamente luglio. Il Simun venne descritto da Erodoto come un vento rosso che soffia nel Sahara, e che uccide e seppellisce ogni cosa che incontra.